# Genetta johnstoni
Genetta johnstoni är en däggdjursart som beskrevs av Pocock 1908. Genetta johnstoni ingår i släktet genetter och familjen viverrider. Inga underarter finns listade.

## Utseende
Detta rovdjur når en kroppslängd (huvud och bål) av 40 till 52 cm, en svanslängd av 40 till 54 cm och en vikt av 1 till 3 kg. Pälsen är främst sandfärgad till ljus rödbrun. På ovansidan bildar mörka fläckar flera längsgående linjer med fläckarna är inte sammanlänkade med varandra. Mot ryggens topp blir fläckarna större. Artens svans har ungefär 16 svarta och vita ringar. Tanduppsättningen är inte lika kraftig som hos andra genetter.
En mörk region kring nosen samt vita fläckar ovanför och nedanför ögonen bildar en ansiktsmask. Håren vid främre delen av ryggens topp bildar hos några exemplar en kam. På nedre delen av de gråbruna extremiteterna förekommer inga fläckar. Hos honor förekommer ett par spenar. Genetta johnstoni har i varje käkhalva 3 framtänder, 1 hörntand, 4 premolarer och 2 molarer.

## Utbredning
Arten förekommer i västra Afrika, från Guinea till Ghana men förekomsten i sydöstra Elfenbenskusten är osäker. Genetta johnstoni vistas främst i tropiska regnskogar. Den har även påträffats i mera öppna fuktiga regioner.

## Ekologi
Genetta johnstoni äter troligen insekter som saknar hårt skal.
Arten är aktiv under natten och vilar på dagen i trädens håligheter eller i trädens kronor. De flesta individer lever ensam när honan inte är brunstig och ibland syns par. Ungarna uppfostras antagligen i juni och juli men antalet observationer är fåtaligt.

## Status
Genetta johnstoni jagas för pälsens och köttets skull. Dessutom minskar utbredningsområdet när skogar omvandlas till jordbruksmark eller när gruvdrift etableras. Det befaras att beståndet minskar med 20 procent över 12 år (tre generationer). IUCN kategoriserar arten globalt som sårbar.